# Cyrtochilum vierlingii
Cyrtochilum vierlingii är en orkidéart som beskrevs av Willibald Königer. Cyrtochilum vierlingii ingår i släktet Cyrtochilum, och familjen orkidéer.
Artens utbredningsområde är Colombia. Inga underarter finns listade i Catalogue of Life.